# Cavaglia (Schweiz)
Cavaglia ist ein Weiler im Val Poschiavo im schweizerischen Kanton Graubünden. Cavaglia liegt auf der durch Gletscher geformten Cavaglia-Hochebene auf 1703 m ü. M. nordwestlich von Poschiavo an den SchweizMobil Wanderlandrouten Nr. 30 Via Valtellina, Nr. 33 Via Albula/Bernina und Nr. 53 Bernina-Tour. Es ist das höchste Dorf im Val Poschiavo.

## Geographie
Cavaglia war einst die ganzjährig bewohnte Arbeiter- und Angestelltensiedlung mit eigener Schule der (Stand 2024) zur Repower AG aus Poschiavo gehörenden beiden Elektrizitätswerke «Kraftwerk Cavaglia» und «Kraftwerk Palü». Heute ist es eine Feriensiedlung.
Zum Weiler gehören einige Wohnhäuser, ein «Albergo - Ristorante» im ehemaligen Bahnhofsgebäude (Stand 2024), ein Haltepunkt der Berninabahn und das vorgenannte gleichnamige Kraftwerk.
Die Züge der Berninabahn verkehren über den Berninapass nach St. Moritz oder talabwärts nach Tirano im Veltlin.
Cavaglia ist bekannt für seine Gletschermühlen im Gletschergarten von Cavaglia sowie das seit 2017 jährlich stattfindende Openair Cavaglia.

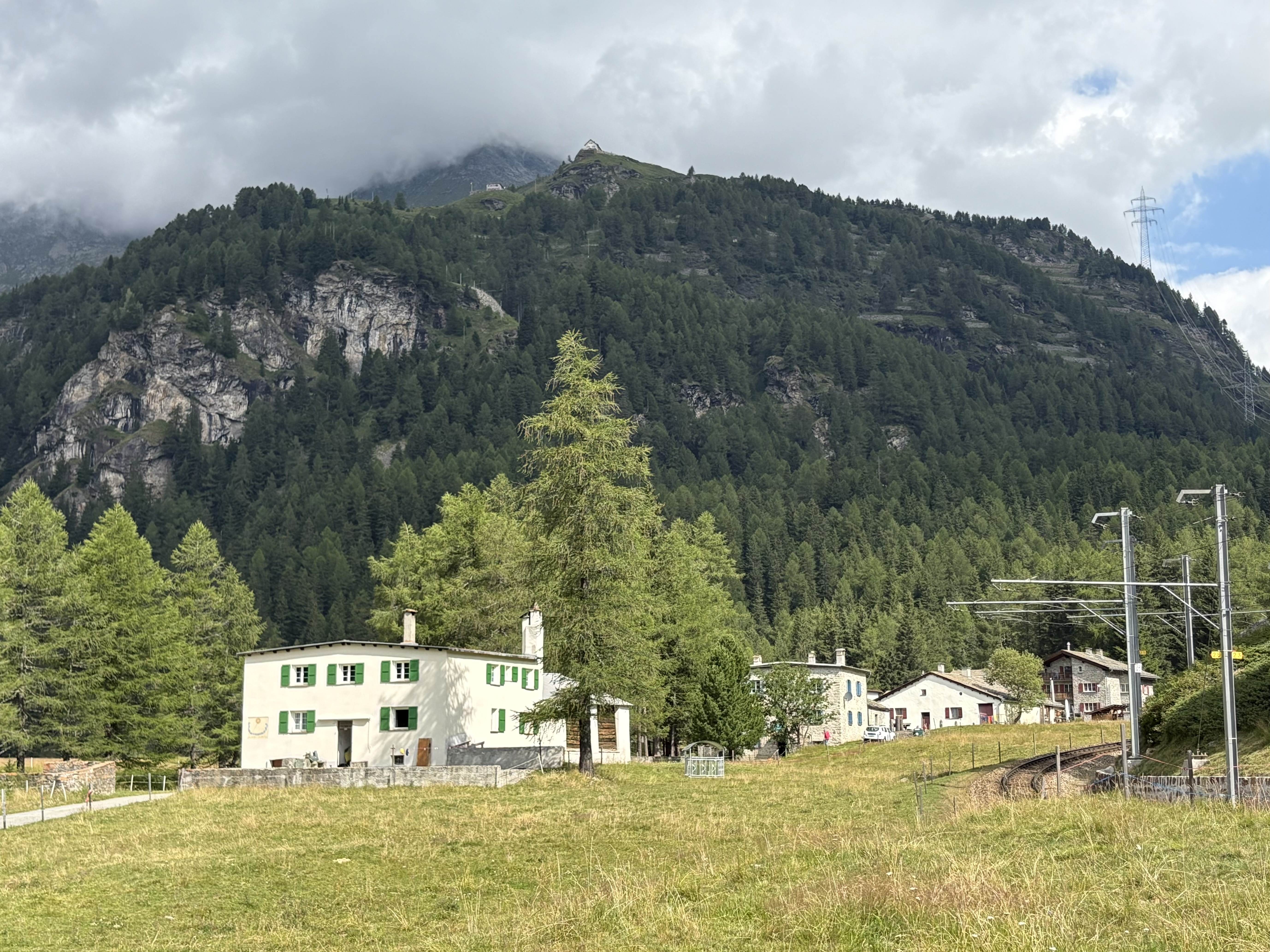
Weiler Cavaglia
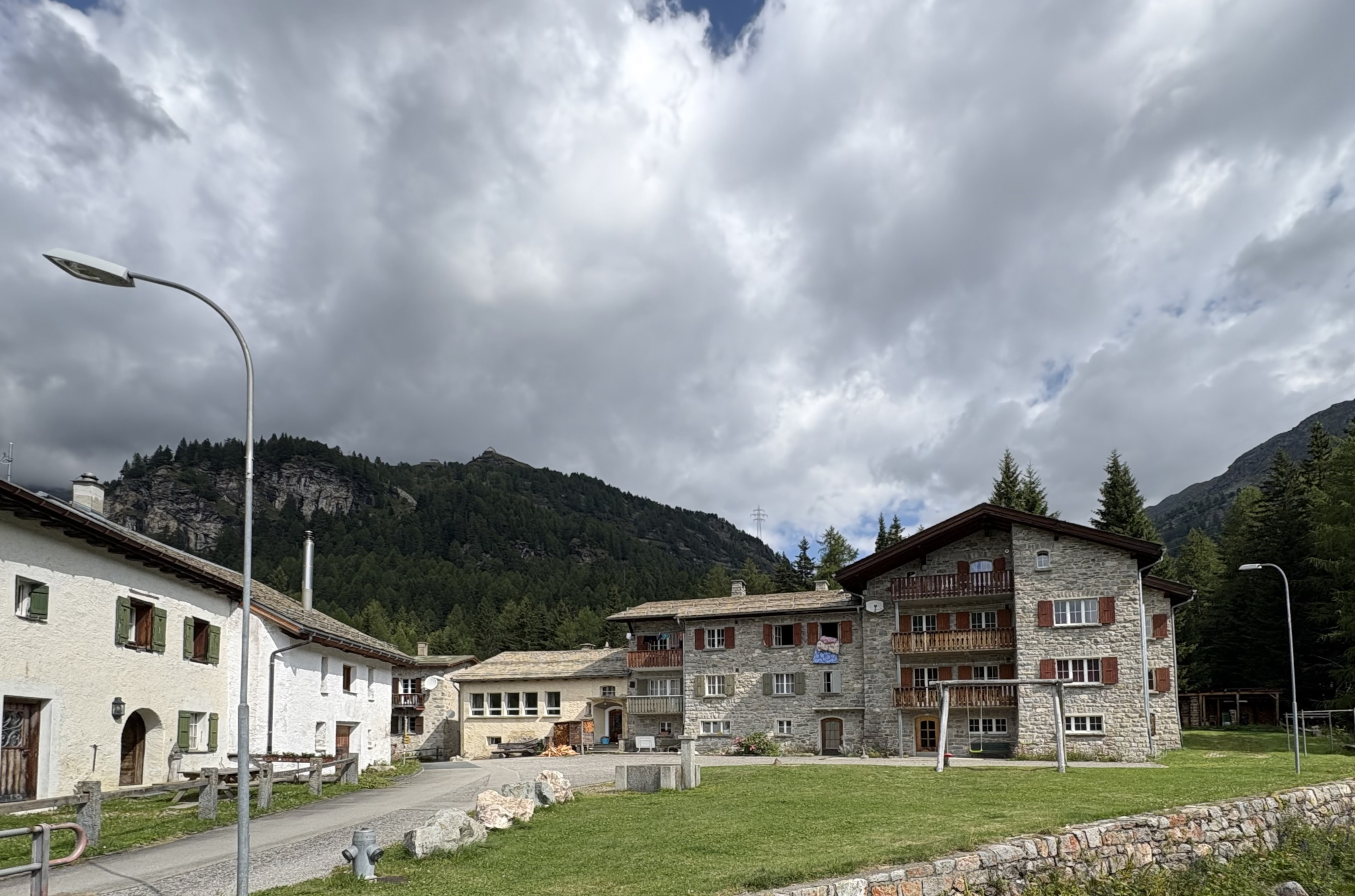
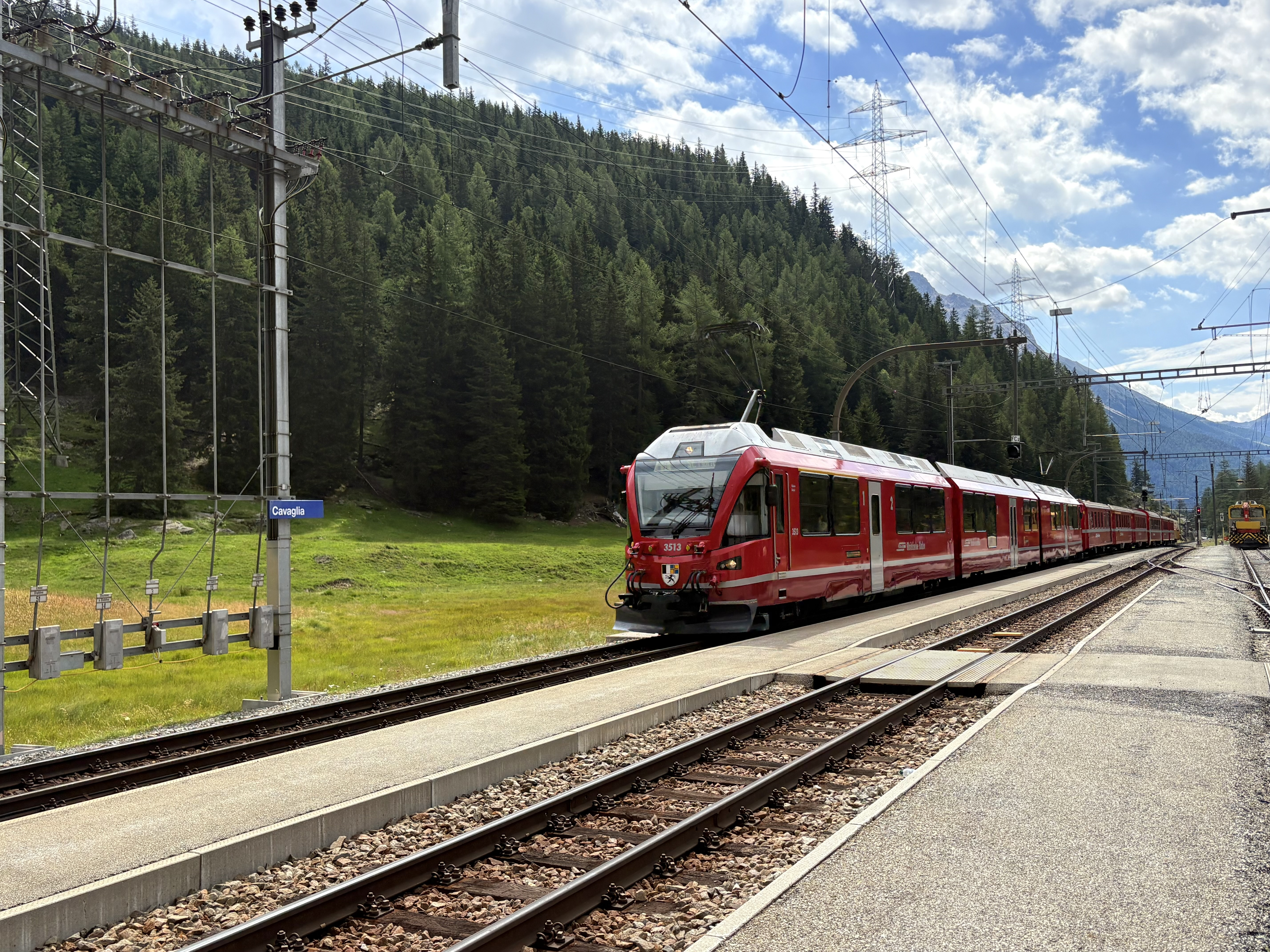
Bernina-Express
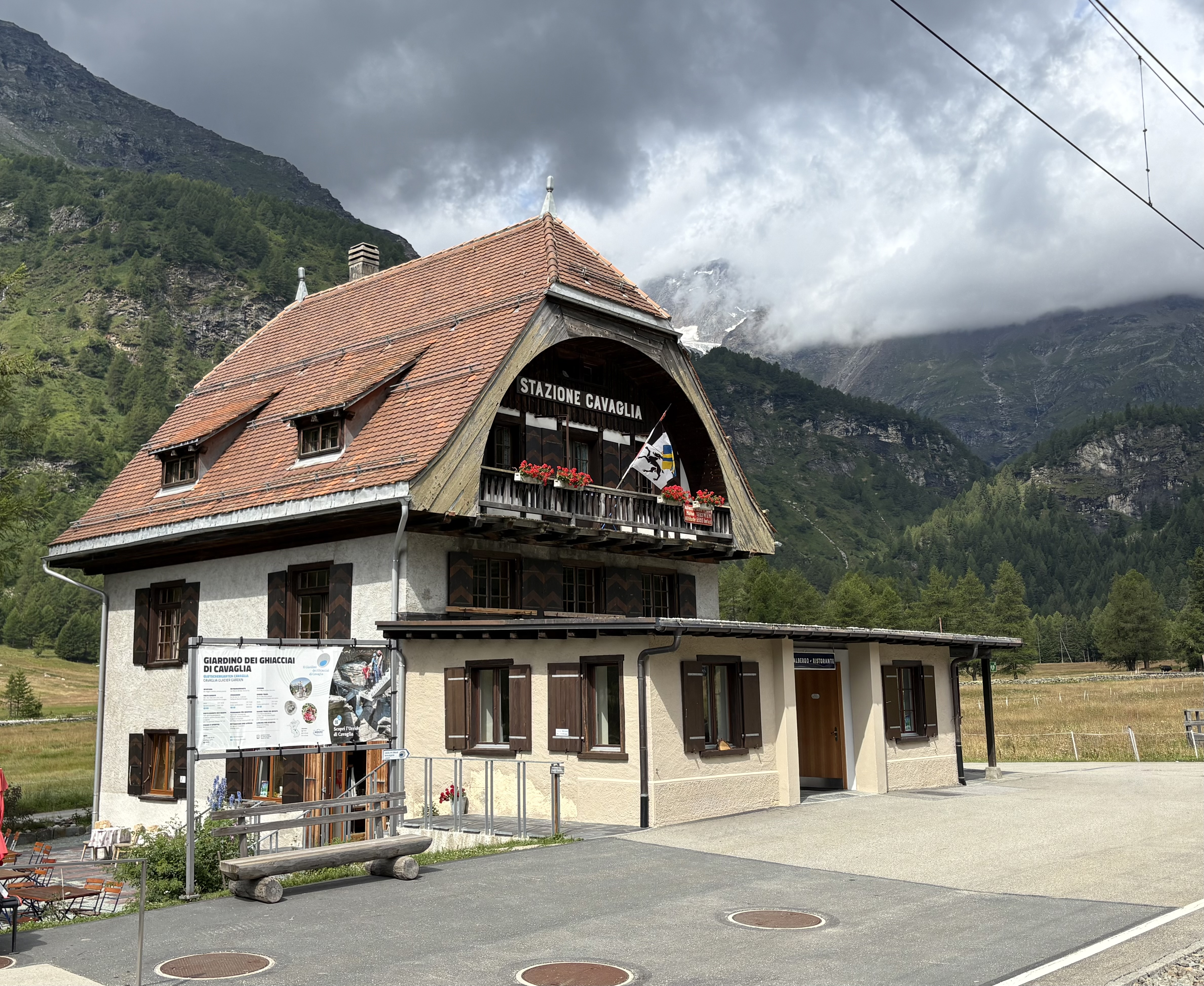
Cavaglia-Restaurant